# Monique Pianéa
 (novembre 2012).
Si vous disposez d'ouvrages ou d'articles de référence ou si vous connaissez des sites web de qualité traitant du thème abordé ici, merci de compléter l'article en donnant les références utiles à sa vérifiabilité et en les liant à la section « Notes et références ».
Monique Pianéa est une chanteuse française, née le 22 mai 1943 à La Tour-du-Pin (Isère) et morte le 29 octobre 2003.

## Biographie
Monique commence dès la fin des années 1960 par chanter dans divers cabarets de Paris, dont L'Échelle de Jacob, l'Ecluse et la Villa d'Este. Elle rencontre la chanteuse Gribouille qui lui offre une chanson. Alors standardiste à RTL, elle enregistre un disque chez AZ, comprenant Les couillons, Est-ce que c'est ça l'amour, Il y a beau temps, La faute à qui.
Elle signe ensuite un contrat chez RCA qui lui permet de sortir 3 disques 45 tours (dont la chanson L’enfant du soleil, écrite par Catherine Desage sur une musique de Francis Lai) ainsi qu'un album intitulé La Vie à 25 ans.
En 1973, Monique fait une longue tournée, Le tour de France de la chanson, avec Guy Lux, Albert Raisner, et une dizaine d'artistes parmi lesquels Claude Barzotti, Caroline Verdi, Joël Prévost. Une série de galas qui s'achève en septembre 1973 à l'Olympia. La même année, elle enregistre la chanson L'Île bleue, thème du feuilleton L'Île mystérieuse.
En 1974, Monique sort une nouvelle version de La pluie ne mouille pas l'été et enregistre la chanson du film La Main à couper sur une musique de Paul Misraki. Elle sortira un dernier disque chez Tournier en 1975, Seul & Meli-melo. Ensuite elle signe deux disques avec ses amis : L'Ordonnance, puis Je suis comme elle qui participe à la sélection du Concours Eurovision de la chanson 1977.
Au début des années 80, Monique Pianea assiste Paul van der Casteele qui tient l'Aqua Club sur la plage de Ramatuelle.